# Desjardins Assurances générales
Desjardins Assurances Générales (DAG) est la filiale d'assurance de dommages du Mouvement Desjardins, au même titre que Desjardins Sécurité Financière. Les deux compagnies d'assurance se regroupent sous le nom de Desjardins Assurances. Ils servent trois provinces au Canada: le Québec, l'Alberta et l'Ontario. DAG fait partie des chefs de file en assurance de dommages au Canada et en 2014, elle était en troisième position au niveau de la satisfaction client au Québec. 

## À propos
Leurs principaux services sont l'assurance automobile, l'assurance habitation et l'assurance entreprise, qui sont accessibles via des agents au sein des Caisses Desjardins ou des centres de service à la clientèle, ou encore en ligne ou avec l'application mobile.

## Histoire
En 1944, la première filiale du Mouvement Desjardins est créée sous le nom de « Société d'assurance des caisses populaires (SACP) », aujourd'hui connue sous le nom de Desjardins Assurances Générales. Elle était d'abord fondée pour répondre aux besoins de ses propres caisses, en permettant une protection contre les incendies, les vols à main armée, les effractions et les fraudes, accessible avec un seul contrat.
En 1987, la compagnie d'assurance éprouve des difficultés financières et est au bord de fermer les portes. Elle décide donc de radicalement changer son modèle d'affaires, et lance l'assurance "directe", qui est maintenant accessible directement à travers les caisses et leurs réseaux. Ce mouvement a été considéré comme « l'un des développements les plus controversés à avoir marqué l'industrie », car cela n'affectait pas uniquement le Mouvement Desjardins, mais également tous les réseaux traditionnels de courtage. Elle a dû aller en cour pour défendre ses droits et sa position avant que son modèle financier ne soit accepté.
En 2008, DAG sort du Québec et commence à offrir ses services d'assurance auto et habitation en Ontario.
En 2014, Desjardins acquiert les opérations canadiennes de StateFarm, et devient du coup la deuxième plus grande compagnie d'assurance de dommages au Canada. Les 1,2 million d'assurés en Ontario, Alberta et au Nouveau Brunswick ont longtemps continué à être desservis par StateFarm. Le 1er mai 2018, Desjardins lance néanmoins une campagne de changement d'image de marque pour transférer StateFarm chez Desjardins Assurances. La transition devrait être terminée pour le 31 décembre 2019.

## Controverse
En octobre 2017, Samuel Archibald, professeur à l'UQAM, s'est vu refuser des prestations d'assurance invalidité alors qu'il était en arrêt de travail pour dépression. Un agent l'avait recherché en ligne et regardé ses réseaux sociaux, et avait décrété qu'il avait maintenu certaines activités lors de son arrêt. En réaction, l'écrivain a publié une lettre d'opinion dans LaPresse, et a reçu énormément de réactions positives et de support. La lettre est devenue virale, et DAG a fini par se rétracter et lui fournir des prestations rétroactives totalisant 20,000$.